# Powellinia pierreti
Powellinia pierreti är en fjärilsart som beskrevs av Bugnion 1837. Powellinia pierreti ingår i släktet Powellinia och familjen nattflyn. Inga underarter finns listade i Catalogue of Life.